# Gewog di Dungne
Il gewog di Dungme è uno degli undici raggruppamenti di villaggi del distretto di Pemagatshel, nella regione Orientale, in Bhutan.